# Danielle Juteau
Pour les articles homonymes, voir Juteau.
Danielle Juteau, née le 13 octobre 1942, est une sociologue et professeure de sociologie canadienne.

## Biographie
Professeure émérite au Département de sociologie de l'Université de Montréal, elle possède un baccalauréat ès arts du Collège Marguerite-Bourgeoys, un baccalauréat en sociologie de l'Université de Montréal, et une maîtrise ainsi qu'un doctorat en sociologie de l'Université de Toronto. Juteau est également l'une des pionnières des études ethniques au Canada et dans le monde.
Elle enseigne la sociologie à partir de 1972 à l'Université d'Ottawa, où elle reçoit le prix d'excellence en enseignement. C'est dans cette université qu'elle offre son premier cours en étude des femmes. Elle compte parmi les premiers universitaires à offrir des cours en études féministes. Avec Nicole Laurin, elle s'intéresse pendant plus de dix ans au travail des religieuses au Québec.
Elle rejoint l'Université de Montréal en 1981, et développe à partir de ce moment le champ des études ethniques au Québec. Elle est la première titulaire de la Chaire en relations ethniques de l'Université de Montréal (1991-2003). Elle fonde également le Groupe de recherche ethnicité et société ainsi que le Centre d'études ethniques. 
Danielle Juteau a révolutionné[non neutre] les études ethniques en dépassant la traditionnelle dichotomie économie-culture, pour mettre l'accent sur l'interdépendance des facteurs économiques, politiques et symboliques qui fondent les inégalités et les luttes identitaires. Ses travaux collaboratifs sur les communautés religieuses de femmes au Québec ont de plus mis en lumière la contribution du travail de celles-ci à la mise sur pied de la société québécoise.
Elle a aussi été professeur invitée à l'Université de Paris III, à l'université libre de Berlin et à l'Université York.
Actuellement à la retraite, elle reste toutefois très active dans le monde universitaire.

## Expertises de recherche
Danielle Juteau s'intéresse tout particulièrement aux thèmes suivants: 
- Théorisation de l'ethnicité
- Rapports sociaux, ethniques et nationaux
- Rapports de sexes et rapports majoritaires/minoritaires
- Citoyenneté et pluralisme

## Quelques publications
- Sous la direction de, La différenciation sociale : modèles et processus, Montréal, Les Presses de l’Université de Montréal, 2003, 299 pages. Traduction de D. Juteau (dir.), Social Differentiation. Patterns and Process, Toronto, University of Toronto Press, 2002.
- Sous la direction de D. Juteau et C. Harzig, avec la collaboration de I. Schmitt. The Social Construction of Diversity: Recasting the Master Narrative of Industrial Nations, New York, Berghahn Press, 2003, 324 pages.
- « "Pure laine" Québécois in Quebec », dans Eric Kaufmann (dir.), Rethinking Ethnicity. Majority Groups and Dominant Minorities, New York/London, Routledge, 2004 : chap. 6.
- « Introduction à la différenciation sociale », dans D. Juteau (dir.), La différenciation sociale : modèles et processus, Montréal, Les Presses de l’Université de Montréal, 2003 : 9-30. Traduction de « Introducing Social Differentiation », dans D. Juteau (dir.), Under-standing Social Juteau, Danielle – Département de sociologie 4
- Differentiation, University of Toronto Press, 2002 : 3-24.
- « Différenciation, politiques sociales et droits de la citoyenneté », dans D. Juteau (dir.), La différenciation sociale : modèles et processus, Montréal, Les Presses de l’Université de Montréal, 2003 : 253-260. Traduction de « Implementing Social Rights : From Social Differentiation to Social Cohesion » dans D. Juteau (dir.), Understanding Social Differen-tiation, University of Toronto Press, 2002 : 253-260.
- avec C. Harzig. « Introduction: Recasting Canadian and European History in a Pluralist Perspective », dans D. Juteau et C. Harzig (dir.) avec la collaboration de I. Schmitt, The Social Construction of Diversity: Recasting the Master Narrative of Industrial Nations, New York, Berghahn Press, 2003: 1-12.
- « Canada : A Pluralist Perspective », dans D. Juteau et C. Harzig (dir.) avec la collaboration de I. Schmitt, The Social Construction of Diversity: Recasting the Master Narrative of Industrial Nations, New York, Berghahn Press, 2003 : 249-261.
- « L’ethnicité et la modernité », Paris, Res Publica. Les frontières, 33, juin 2003.
- « Ethnicité », dans A. Harrington, B. Marshall et H.P. Müller (dir.), Routledge Encyclo-pedia of Social Theory, déposé, mai 2004.
- avec Lemire, F., D. Juteau, S. Arcand et S. Bilge. « Le débat sur la réforme municipale à Montréal : la place de la variable linguistique ». Soumis à Recherches sociographiques, février 2004.
- avec Arcand, S. D. Juteau, S. Bilge et F. Lemire. « Municipal Reform on the Island of Montreal. Tensions between Two Majority Groups in a Multicultural City », The Fondazione Enrico Mattei Note di Lavoro. Special Issue on Economic Growth and Innovation in Multicultural Environments, Milan, 2003.

## Prix et récompenses
- 1980 - Prix d’excellence à l’enseignement de l'Université d’Ottawa
- 2000 - Membre de la Société royale du Canada
- 2001 - Prix Acfas Marcel-Vincent
- 2003 - Fellow de la Fondation Pierre Elliott Trudeau
- 2003 - Nommée à l'ordre du Canada